# Parafia Narodzenia Najświętszej Maryi Panny w Swolszewicach Małych
Parafia pw. Narodzenia Najświętszej Maryi Panny w Swolszewicach Małych – parafia rzymskokatolicka znajdująca się w archidiecezji łódzkiej w dekanacie wolborskim.
Parafia erygowana 1 lipca 2025 roku przez arcybiskupa metropolitę łódzkiego, kard. Grzegorza Rysia[niewiarygodne źródło?].
Msze święte poniedziałek - sobota o godz. 18.00; w niedzielę o godz. 9.00 i 11.00.

## Proboszczowie parafii
- od 01.07.2025 – ks. Grzegorz Korczak[2]

## Granice parafii
od północy: wzdłuż granicy powiatu, miejscowości:
Swolszewice-Błota, Iłki, Trzciniec, Swolszewice-Trzciniec, Swolszewice Małe, Borki, Swolszewice-Stara Wieś

od południa: wzdłuż linii brzegowej Zalewu Sulejowskiego

od wschodu: wzdłuż rzeki Pilicy i linii brzegowej Zalewu Sulejowskiego

od zachodu: wzdłuż granicy powiatu; skrajem lasu do ul. Jana Pawła II, wschodnia strona Jana Pawła II i ul. Południowa lasem do ul. Zwierzynieckiej